# Beragh
Beragh är en ort i Storbritannien.   Den ligger i riksdelen Nordirland, i den västra delen av landet, 600 km nordväst om huvudstaden London. Beragh ligger 103 meter över havet och antalet invånare är 520.
Terrängen runt Beragh är platt. Runt Beragh är det ganska glesbefolkat, med 30 invånare per kvadratkilometer. Närmaste större samhälle är Omagh, 10,2 km nordväst om Beragh. Trakten runt Beragh består i huvudsak av gräsmarker.